# کمیته قیام سعادت
کمیته قیام سعادت کمیته‌ای بود که در زمان پهلوی اول از اتحاد سران عشایر عرب و لر (بختیاری‌ها، بهمئی‌ها و فیلی ها) در جنوب‌غربی ایران و نیز جناح اقلیت مجلس پنجم، علیه حکومت رضاخان در سال ۱۳۰۳ تأسیس و در همان سال نیز منحل شد. 
شیخ خزعل ، غلامرضاخان فیلی ،  یوسف‌خان امیر مجاهد و حسین خان بهمئی تأثیرگذارترین رهبران این کمیته بودند. 
می‌توان گفت که کمیته قیام سعادت اتحادی بود با حمایت انگلستان بین برخی از حکام بومی و قدرتمند جنوب کشور در برابر قدرت تازه برخاسته و جسوری که می‌خواست نیروهای قدیمی قلدرمابانه را از صحنهٔ کشور به در کند تا قدرت نیرومند و متمرکز خود را جایگزین آن‌ها نماید.
در نهایت در این قیام تنها حسین خان بهمئی تن به سازش با رضا شاه نداد و تا آخر با او جنگید ولی سایر سران این قیام تن به سازش با رضا شاه دادند و خود را تسلیم او کردند.

## تاریخچه
در دوران قاجار رژیم سیاسی مرکز گرایی در ایران وجود نداشت و در چندین بخش از ایران حکومت‌های محلی وجود داشت که در حوزهٔ جغرافیایی خود حدودی از قدرت و اختیار را دارا بودند. در جنوب غربی ایران نیز در منطقهٔ خوزستان و پشتکوه حکومت‌های محلی وجود داشت. با وقوع کودتای ۱۲۹۹ و قدرت‌گیری رضاخان، تغییرات بزرگی در وضعیت نیروهای سیاسی در ایران ایجاد شد. پس از مشروطه و تا قبل از کودتا، به دلیل ضعف قدرت مرکزی فضایی برای قدرت‌گیری نیروهای سیاسی در نواحی مختلف ایران شکل گرفته‌بود.
پس از کودتای ۱۲۹۹ و ظهور رضاخان، سیاست‌های یکپارچه‌سازی و تمرکزگرایی در پیش گرفته‌ شد. این سیاست با مخالفت‌های بسیاری در میان حکومت‌های محلی مواجه شد و سبب بروز درگیری‌های وسیعی میان ارتش ایران با نیروهای مخالف به ویژه در میان عشایر گردید.
شیخ خزعل که در منطقهٔ حکومت خود با بختیاری‌ها در رقابت بود، در سال ۱۳۲۸ قمری (۱۲۸۸ خورشیدی، ۱۹۱۰ میلادی) با والی پشتکوه و نیز صولت‌الدوله قشقایی پیمان اتحاد سه‌جانبه‌ای امضا کرده‌ بود. او با افزایش فشار رضاخان و تلاش‌های او برای محدود کردن قدرتش تصمیم گرفت بار دیگر با ایلات و سران عشایر پیرامون خود پیمان اتحاد امضا کند و این اتحاد به صورت تأسیس کمیتهٔ قیام سعادت خود را نشان داد.
غلامرضا خان فیلی نیز که قدرت خود را در معرض خطر می‌دید، به این اتحاد پیوست و با شیخ خزعل و برخی از سران عشایر بختیاری متحد شد. دوران حکومت غلامرضا خان فیلی در منطقهٔ پشتکوه با حوادثی از قبیل انقلاب مشروطیت، کاهش نقش پادشاه، ضعف مجلس و دیگر ارکان مرکزی در تسلط بر ایالت‌ها و در نتیجه گسترش قدرت حاکمان محلی مقارن بود. غلامرضا خان البته فردی مشروطه‌خواه نبود و از جنبش مشروطیت نیز دفاع نکرد و حتی با سالارالدوله نیز که دختر خود را به عقد او درآورده بود همراهی کرد.
سران عشایر و خوانین عرب، لر بختیاری، لر بهمئی و لر فیلی و برخی از عشایر غرب کشور با تشکیل کمیته‌ای مشترک به نام کمیتهٔ قیام سعادت در سال ۱۳۰۳ خورشیدی خود را سازماندهی کرده و به مخالفت با حکومت رضاخان و سیاست‌های مرکزگرایانه‌اش پرداختند. والی پشتکوه و شیخ خوزستان در تشکیل این کمیته نقش اصلی را داشتند که در ان زمان این دو سمت به ترتیب در دست غلامرضاخان فیلی و شیخ خزعل بود.
سخت‌ترین مبارزه با قشون رضاخانی توسط حسین خان بهمئی در منطقه بهبهان و قلعه نادر بود که به جنگ کیکاووس معروف است در این جنگ ضربات سهمگینی به قشون رضاخانی زده شد ولی در آخر با محاصره و اعدام  ناجوانمردانه حسین خان بهمئی و سران ایل بهمئی به پایان رسید.
پس از مدتی کمیتهٔ قیام سعادت اعلام کرد که از بازگشت احمدشاه و دفاع از مشروطیت حمایت می‌کند و هدف خود را خلق قدرت از رضاخان و بازگشت به سیستم سیاسی مشروطهٔ قاجار اعلام کرد. این موضع‌گیری سبب شد تا دیگر مخالفان رضاخان همچون اقلیت مجلس پنجم به رهبری حسن مدرس به تشویق و حمایت از کمیته و سران عشایر عرب و لر بپردازند.

## اقدامات کمیته
کمیتهٔ قیام سعادت پس از تأسیس در سال ۱۳۰۳ خورشیدی با ارسال تلگراف‌هایی به مقاصد مختلف از قبیل مجلس، شاه، اصفهان و برخی شهرهای دیگر اقدامات رضاخان را برخلاف قانون اساسی اعلام کرده و بر لزوم مخالفت با او و حمایت از احمدشاه قاجار تأکید کردند.
شیخ خزعل همچنین از طرف کمیتهٔ قیام به احمدشاه تلگراف زد و از او خواست از راه خوزستان به ایران بازگردد. او همچنین از غلامرضا خان فیلی تقاضا کرد سواران خود را برای تهیه و تدارک ورود احمدشاه آماده کند. کمیته همچنین با برخی مشایخ خوزستان، ثقةالاسلام حاکم خوزستان، رضاقلی‌خان صاحب منصب نظامی خوزستان، و همچنین با رهبر فراکسیون اقلیت در مجلس پنجم سید حسن مدرس و نیز ولیعهد محمدحسن میرزا قاجار ارتباط برقرار کرد.
سید حسن مدرس پیشنهاد کرده‌ بود که احمدشاه از راه بغداد و کرمانشاه وارد شده و به پشتکوه رفته و نزد عشایر تحت امر غلامرضا خان فیلی بماند و همزمان مقدمات عزل رضاخان از قدرت در تهران فراهم شود. مدرس با سید حسن اجاق از روحانیون شیعهٔ کرمانشاه که نفوذ بالایی در عشایر قوم کرد غرب کشور داشت هماهنگی به عمل آورده‌بود. اما این نقشه شکست خورد، چرا که احمدشاه از پیام‌های شیخ خزعل و مدرس استقبال نکرد، و مجلس نیز به اتفاق آراء رضاخان را نخست‌وزیر قانونی ایران نامید.

## موضع انگلستان
گفته می‌شود که انگلستان در فاصلهٔ میان انقلاب مشروطیت تا روی کار آمدن رضاخان به حمایت از خوانین و سران عشایر به‌ویژه عشایر عرب و لر خوزستان پرداخته‌ است. انگلستان پس از پیروزی در جنگ جهانی اول با غلامرضا خان فیلی روابطی برقرار کرده و حتی در دیداری که غلامرضاخان در بغداد با سر پرسی کاکس داشت، امتیاز بهره‌برداری از مناطق نفت‌خیز دهلران و پشتکوه را به انگلستان واگذار کرد. روابط شیخ خزعل با انگلستان گسترده‌تر بود و به ویژه با کشف نفت نیز بیشتر شد. شیخ خزعل در طول جنگ جهانی اول خود را مدافع پر و پا قرص انگلستان نشان می‌داد و طی قراردادی با انگلستان که به زمین‌های او برای اکتشاف نفت نیاز داشت، برای حمایت در برابر دولت مرکزی تضمین گرفت.
با این حال موضع انگلستان پس از انقلاب اکتبر ۱۹۱۷ و بالا رفتن احتمال وقوع انقلابی مشابه در ایران تغییر کرد و انگلستان از روی کار آمدن رژیمی مرکزگرا و قدرتمند که توانایی سرکوب جنبش‌های انقلابی مردمی را داشته باشد حمایت کرد. در راستای این سیاست نیز انگلستان از روی کار آمدن رضاخان حمایت کرد.
وقتی رضاخان برای محدود کردن شیخ خزعل حاکم جدیدی را به خوزستان فرستاد و برای دریافت مالیات‌های معوقه به او فشار آورد، شیخ خزعل ابتدا خواستار مداخلهٔ انگلستان به نفع او شد، اما انگلستان که تغییر سیاست داده‌ بود، به او توصیه کرد مالیات را بپردازد. رمزی مک‌دونالد در ۲۳ ژانویهٔ ۱۹۲۴ (۳ بهمن ۱۳۰۲ خورشیدی) به نخست‌وزیری انگلستان رسید. او به رایزن سفارت بریتانیا در تهران دستور داد که به شیخ خرعل هشدار دهد که از هر اقدامی که هم منافع او و هم منافع بریتانیا را به خطر بیندازد خودداری کرده و تعهداتش نسبت به حکومت مرکزی را مد نظر داشته‌ باشد. سر پرسی لورن وزیر مختار انگلیس در ایران نیز مأمور شد تا اختلاف میان خوانین و دولت مرکزی را بدون زد و خورد رفع کند.
در مجموع انگلستان در این دوران به حمایت از حکومت رضاخان می‌پرداخت و نسبت به کمیتهٔ قیام سعادت موضع منفی داشت.

## موضع رضاخان
رضاخان علاوه بر فشارهایی که در بارهٔ تغییر حاکم خوزستان و دریافت مالیات‌های معوقه به شیخ خزعل آورد، تلاش کرد تا از راه ایجاد درگیری و رقابت میان سران کمیته اقدام کند. در زمان مظفرالدین‌شاه بخشی از زمین‌های خالصهٔ دولت در خوزستان به شیخ خزعل واگذار شده بود که نقش زیادی در افزایش قدرت او در منطقه داشت. رضاخان با ارسال نامه‌ای به شیخ خزعل فرمان مظفرالدین‌شاه در واگذاری این زمین‌ها را ابطال و مالکیت شیخ خزعل را از درجهٔ اعتبار ساقط اعلام کرد. رضاخان با هدف جدا کردن بختیاری‌ها از کمیته و منصرف کردن آنها از همراهی با شیخ خزعل، به برخی سران بختیاری مقام‌هایی عطا کرد. پیرو این سیاست سردار ظفر بختیاری به مقام ایلخانی، و سردار جنگ بختیاری به مقام ایل‌بیگی رسید. رضاخان همچنین به خرم‌آباد رفت و به نیروهای نظامی مستقر در پادگان آن شهر آماده‌باش داد تا در صورت لزوم علیه نیروهای عشایری وارد کار شوند.
رضاخان همچنین در رابطه با غلامرضاخان نیز قبل از پیوستن او به کمیتهٔ قیام سعادت اقداماتی انجام داد. او ابتدا با فرستادن چند جاسوس به پشتکوه سعی کرد موقعیت را شناسایی کرده و سپس شرایطی مساعد برای اقدام علیه او فراهم سازد. جاسوس‌ها موفق شدند دو فرزند غلامرضاخان را علیه او برانگیزند و همچنین خاندان رشنوادی را نیز که از طایفه‌های مهم پشتکوه بودند با خود همراه گرداند. طوایف مختلفی در پشتکوه که قبلاً مطیع والی بودند، شروع به آزار رساندن به رعایای قلمروی غلامرضاخان کردند و حکومت مرکزی هم دست او را برای پاسخگویی به این طوایف بست.
رضاخان که موضع انگلستان نیز او را دلگرم ساخته‌بود، در ۱۳ آبان ۱۳۰۳ با تبلیغات فراوان عازم جنوب شد. او از تهران به اصفهان، از آنجا به شیراز، سپس به بوشهر رفت. نقشهٔ او این بود که خوزستان را از سه طرف محاصره کند: لشکر جنوب از اصفهان و از راه کوه‌های منطقهٔ بختیاری به رامهرمز بفرستد، لشکر غرب را از راه کوه‌های لرستان به دزفول و ناصری (اهواز) بفرستد و سپس لشکر آذربایجان را از راه سنندج و کرمانشاه حرکت بدهد تا پشت سر والی پشتکوه را در ایلام بگیرند و مانع از کمک کردن او به کمیتهٔ قیام سعادت بشوند.

## فرجام کار کمیته
پس از آنکه تلاش برای بازگرداندن احمدشاه قاجار به نتیجه نرسید و نیروهای ارتش ایران نیز توسط رضاخان از هر سو خوزستان را محاصره کردند، کمیتهٔ قیام سعادت در وضعیتی بحرانی قرار گرفت. تعدد نیروهای اعزام‌شدهٔارتش به خوزستان مشخص نیست، اما گفته می‌شود که تعداد آن‌ها از قوای کمیتهٔ سعادت کمتر بوده‌است. با این حال شیخ خزعل که از جلب حمایت انگلستان ناامید شده‌بود و بختیاری‌ها نیز از او فاصله گرفته بودند، با پادرمیانی سر پرسی لورن تن به مصالحه داد. خزعل در زمان اقامت رضاخان در شیراز با ارسال نامه‌ای از او پوزش خواست. غلامرضاخان فیلی نیز اقدام مهمی انجام نداد و نمایندگانی را برای اعلام اطاعت خود نزد رضاخان فرستاد. اردوی اعزامی رضاخان که تا منصورآباد (مهران) پیش رفته بودند، بدون درگیری بازگشتند. رضاخان که رهسپار جنوب بود، به سفر خود ادامه داد و پس از بازدیداز چاه‌های نفت برای زیارت عتبات عالیات به عراق رفت.
کمیتهٔ سعادت در نهایت نه تنها نتوانست به اهداف خود از قبیل خلع قدرت از رضاخان و بازگشت به حکومت مشروطهٔ قاجار برسد، بلکه دچار فروپاشی شد. از جمله دلایل این ناکامی و فروپاشی می‌توان به تغییر سیاست انگلیس در حمایت از خوانین بعد از کودتای ۱۲۹۹، قدرت‌طلبی و دیکتاتورمنشی رضاخان، ناامیدی و سست‌ارادگی احمدشاه، نااستواری اتحادیهٔ خوانین و در نتیجه نیرومندی حکومت مرکزی اشاره کرد.

## پیامد انحلال کمیته
شیخ خزعل که تسلیم شده‌ بود، امان یافت و اما مدتی بعد دستگیر و به تهران فرستاده شد. والی پشتکوه که شخصاً نزد رضاخان رفته‌ بود مورد مماشات و عفو او قرار گرفت. او که از اوایل زمستان ۱۳۰۳ به عراق رفته‌بود، در بهار ۱۳۰۴ بار دیگر به ایلام بازگشت و تا ۱۳۰۷ حکومت کرد، اما قدرت او با افزایش اقتدار حکومت و تأسیس نهادهای مدرن کاهش یافت. در سال ۱۳۰۷ به پیشنهاد احمد امیراحمدی، محمدصادق کوپال با درجهٔ سرلشکری به حسین‌آباد (ایلام) اعزام شد، علامرضاخان با همسر و فرزندانش به عراق رفت و حکومت والیان پشتکوه نیز خاتمه یافت. رضاخان پادگان جدیدی در خوزستان ساخت و حکومت نظامی اهواز را نیز فضل‌الله زاهدی سپرد و بدینگونه خوزستان به تصرف نامی تمام عیار حکومت مرکزی درآمد.

## کتابشناسی
- امیدی‌فرد، الهام و بهرامی، روح‌الله. ۱۳۹۷. بررسی تعامل دولت مرکزی و حاکمان محلی در دورهٔ پهلوی اول با تأکید بر رویارویی والی پشتکوه (ایلام) و شیخ خزعل، در فصلنامهٔ علمی-ترویجی فرهنگ ایلام، دورهٔ نوزدهم، شمارهٔ ۵۹–۵۸، بهار و تابستان ۱۳۹۷، صص ۷۶–۵۷.
- ثواقب، جهانبخش، امیدی‌فرد، الهام و مظفری، پرستو. ۱۳۹۷. چرایی تقابل کمیتهٔ قیام سعادت با اقتدار رضاخانی و سیاست انگلستان در برخورد با آن[پیوند مرده]، در فصلنامهٔ علمی-ترویجی مطالعات تاریخ انتظامی، سال پنجم، شمارهٔ ۱۷، تابستان ۱۳۹۷، صص ۴۸–۲۱.